# تشارلي سميث (لاعب كرة قدم أمريكية)
تشارلي سميث (بالإنجليزية: Charlie Smith)‏ هو لاعب كرة قدم أمريكية أمريكي، ولد في 18 يناير 1946 في ناتشيز في الولايات المتحدة.

## وصلات خارجية
- تشارلز سميث على موقع مرجع كرة القدم المحترفة.كوم (الإنجليزية)